# Switchblade Serenades
Switchblade Serenades — альбом группы Sister Sin, выпущенный 22 сентября 2008 года.
Запись проходила в Гётеборге на студии Bohus Sound. Альбом занял 107 позицию в чарте Top Heatseekers журнала Billboard, в который включаются лучшие альбомы новых и развивающихся групп, ранее не попадавших в Топ-100 чартов Billboard. В поддержку альбома прошло два тура на территории США, в рамках которого Sister Sin выступали с Motörhead, Otep и Ill Niño.
Сравнивая Switchblade Serenades с Dance of the Wicked вокалистка Лив Ягрелл сказала, что они не похожи друг на друга как день и ночь, и что музыка стала более тяжёлой и более качественной. Также, отвечая на вопрос «что выделяет Switchblade Serenades из множества других тяжёлых альбомов», она сказала, что группа Sister Sin пытается возродить старую школу рока и метала, которой так не хватает сегодняшнему миру.

## Список композиций
| №   | Название               | Длительность |
| --- | ---------------------- | ------------ |
| 1.  | «Beat the Street»      | 3:57         |
| 2.  | «Death Will Greet Us»  | 3:33         |
| 3.  | «One out of Ten»       | 4:00         |
| 4.  | «Breaking New Ground»  | 3:23         |
| 5.  | «On Parole»            | 3:51         |
| 6.  | «Make My Day»          | 3:41         |
| 7.  | «Hostile Violent»      | 3:58         |
| 8.  | «Switchblade Serenade» | 4:39         |
| 9.  | «Love/Hate»            | 3:26         |
| 10. | «All Systems Go!»      | 3:39         |
| 11. | «Eye to Eye»           | 5:39         |